# Семир Штилич
Семир Штиліч (босн. Semir Štilić, 8 жовтня 1987 Сараєво СФРЮ) — боснійський футболіст, атакуючий півзахисник «Вісли» (Краків) і збірної Боснії та Герцеговини.

## Кар'єра
Вихованець футбольної школи клубу «Железнічар» з міста Сараєво. У 2005 році йому вдалося закріпитися в основному складі клубу, за який провів кілька сезонів, за які вдалося відзначитися 19 разів.

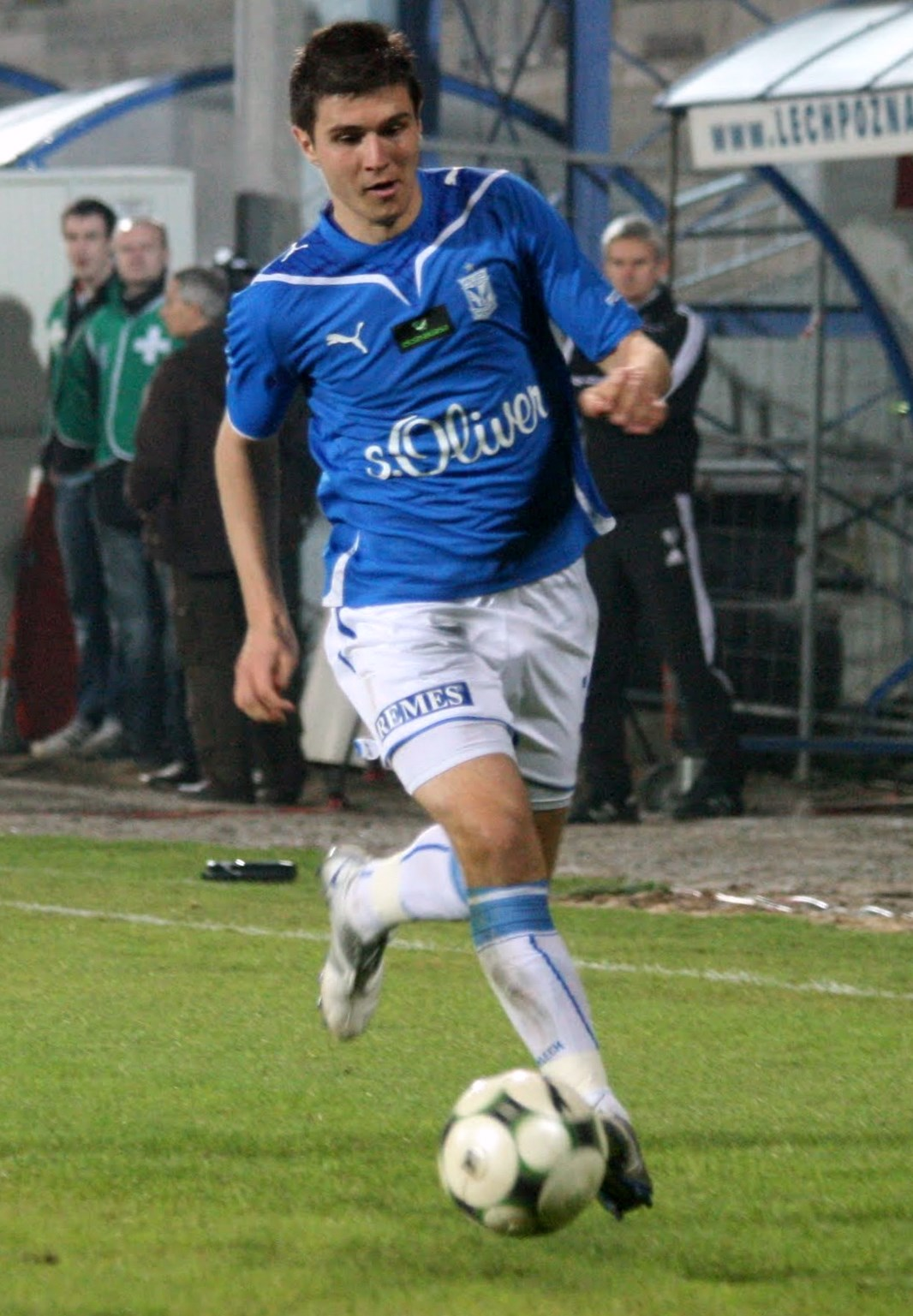
Семир Штилич під час виступів за «Лех» (Познань). 3 квітня 2010 року

11 червня 2008 року уклав чотирирічний контракт з клубом «Лех» (Познань), з яким вигравав національне золото та грав в єврокубках. Йому вдалося відзначитися 5 разів у своєму дебютному сезоні в  чемпіонаті країни і забити 2 важливих м'яча в  Кубку УЄФА 2008-09. Загалом за «Лех» провів понад сотню матчів і допоміг команді виграти всі три національні турніри — чемпіонат, кубок і суперкубок.
В липні 2012 року на правах вільного агента перейшов у львівські «Карпати», ставши лише другим боснійцем в історії клубу після Едина Кунича. У команді взяв футболку з 22 номером, потім змінив його на 44. Дебютував за львівський клуб 11 червня 2012 року в матчі проти одеського «Чорноморця» (1-1). Протягом сезону був основним атакувальним півзахисником львів'ян, зігравши в 22 гри (1 гол) у чемпіонаті і 2 матчі (2 голи) в кубку. Після завершення сезону через низькі результати команди (14 місце) 19 гравців «Карпат», в тому числі і Штилич, були виставлені на трансфер.
20 серпня 2013 року підписав контракт за схемою 1+2 з турецьким «Газіантепспором», взявши 27 номер. Дебютував за «Газіантепспор» 14 вересня 2013 року в матчі проти «Різеспора». Проте, через невиплату зарплати вже на початку наступного року покинув Туреччину.
В лютому 2014 року був офіційно представлений гравцем краківської «Вісли», де провів наступні півтора року.
13 червня 2015 року підписав трирічний контракт з кіпрським клубом АПОЕЛ.

## Титули і досягнення
- Чемпіон Польщі (1):

«Лех»: 2009–10
- Чемпіон Кіпру (1):

АПОЕЛ: 2015–16
- Володар Кубка Польщі (1):

«Лех»: 2008-09
- Володар Суперкубка Польщі (1):

«Лех»: 2009